# Natur+kosmos
natur+kosmos, früher natur & kosmos, war eine populärwissenschaftliche Zeitschrift. Sie erschien von 1999 bis Mai 2012 monatlich in der Konradin Medien GmbH, einem Unternehmen der Konradin Mediengruppe, in einer Auflagenhöhe von 81.110 Exemplaren (IVW II/2009).

## Geschichte
Die Zeitschrift entstand 1999 aus der Fusion der ersten deutschen Umweltzeitschrift natur, die 1980 von Horst Stern gegründet wurde, und dem 1904 gegründeten Magazin Kosmos aus dem Franckh-Kosmos-Verlag. natur+kosmos sah sich beiden Traditionen verpflichtet und verband politisch-kritische Umweltberichterstattung mit naturwissenschaftlichen und verbraucherorientierten Beiträgen.
Im Mai 2006 hatte sich die Zeitschrift (Chefredakteurin Ilona Jerger) neu positioniert und widmete sich noch stärker dem Thema Nachhaltigkeit. Das Herzstück des Magazins war seither das so genannte Projekt Zukunft. Die Redaktion suchte gemeinsam mit mehr als zwanzig Partnern aus Wissenschaft, Politik, Wirtschaft und Umweltverbänden rund um den Globus Projekte aus, die in ökologischer, ökonomischer und sozialer Hinsicht gleichermaßen zukunftsweisend sind. Diese Projekte wurden im Magazin vorgestellt und sollten veranschaulichen, wie eine positive Globalisierung aussehen kann.
Mit der Juni-Ausgabe 2012 nannte sich das Magazin wieder in natur um.

## Konzeption
Es wurde eine große Bandbreite an Themen abgedeckt, die alle in Bezug zu Natur, Umwelt und Nachhaltigkeit stehen. Dabei zeigte sich, wie etwa Ästhetik mit Biodiversität oder Klimaschutz mit Armutsbekämpfung zusammenhängen.
In jedem Monat waren Themen aus den Ressorts Politik und Wirtschaft, Verbraucher und Gesundheit, Natur und Wissen, Kunst und Kultur sowie Menschen und Meinungen in dem Magazin präsent, mal in Form einer Reportage, mal als Feature, Wissensgeschichte, Porträt, Essay oder Interview. Komplettiert wurde der Inhalt durch Kurznachrichten, Rätsel und Buchvorstellungen.
Auf der Internetseite fanden sich weitergehende aktuelle Nachrichten, Informationen zu den Geschichten im Heft, Umfragen und Bilddatenbanken, bei denen Fotografen ihre Naturfotos einstellen konnten.